# Сергеев, Алексей Вячеславович
Алексей Вячеславович Сергеев (род. 5 июня 1966, Москва) — советский и российский футболист, судья. Игровое амплуа — вратарь.
Играл за «Красную Пресню» (Москва), «Уралмаш», «Арсенал» (Тула), «Рубин» (Казань), дубль «Спартака» (Москва), «Шинник».
Судейскую карьеру начал в 1995 году. Матчи высшего дивизиона судит с 2005 года. Судья национальной категории.